# الموجة الثالثة للقهوة
الموجة الثالثة للقهوة

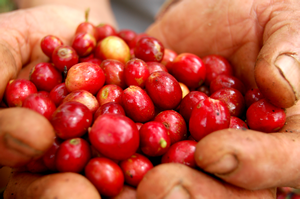

اتجهت حركة الموجة الثالثة للقهوة لإنتاج قهوة عالية الجودة، وتعتبر القهوة كالمواد الغذائية المصنعة مثل النبيذ أكثر من السلع الأساسية. يتضمن هذا تطوير جميع مراحل عملية الإنتاج ومن طرق تحسين القهوة زيادة زراعتها والاهتمام بالمحاصيل ومعالجتها وذلك لتقوية العلاقة بين زارعي القهوة والتجار والمحمصة وللحصول على أعلى جودة وحمصة طازجة ويطلق عليها في بعض الأحيان اسم التحميص الجزئي (قياسا مع الشراب الجزئي «البيرة») للبراعة في التخمير.
تطمح الموجة الثالثة للقهوة لرفع تقدير حمص القهوة، وبالتالي واحد من التقديرات الضعيفة للنكهة والأصناف ومناطق النمو على غرار غيرها من مصانع الاستهلاك المعقدة من المنتجات المشتقة مثل النبيذ والشاي والشوكولاتة. من مميزات الموجة الثالثة للقهوة: مباشرة التجارة والاهتمام بالجودة العالية للحبوب (خاصة نوعية القهوة) وأصل القهوة (بدلا من التصنيع) وطريقة التحميص وإعداد اللاتيه. تشمل أيضا إنشاء طرق بديلة لإعداد القهوة مثل خواء القهوة وسكبها في جهاز التخمير مثل أجهزة تشيمكس وهاريو في 60.
أطلق ثيمو شي كاستل مصطلح «الموجة الثالثة» في عام 1990م إشارة إلى التركيز على الجودة وخاصة للظاهرة الأمريكية، والتي بدأت من عام 1990م وحتى وقتنا الحالي لكن مع بعض التأثيرات من العقود الماضية. توجد حركات مماثلة في كندا وأستراليا ونيوزيلاندا وإسكندينافيا وعلى نطاق أوسع، ومن الممكن رؤية الموجة الثالثة كجزء من القهوة المختصة.

## التاريخ
تشمل الموجة الثالثة للقهوة سابقا: (بيتس للقهوة والشاي) من بيركلي كاليفورنيا والتي بدأت مؤخرا في عام 1960م بالمصادر التقليدية وتحميصها ومزجها وظهرت القهوة في سياتل في عام 1970 و 80 و 90 ميلادي. شهدت الفترة الأخيرة نشأة حرفة الاسبريسو في الحانات الأمريكية وتطور بعضها حتى وصل أنحاء البلاد خاصة ستاربكس الذي أتسم بأثر رجعي بعنوان «الموجة الثانية». بدأ بيتز بتجزئة الحبوب لتختمر بالمنزل، يتميز بالتحميص الداكن ولم يعرف الإسبريسو حتى عام 1984م. كانت بدورها سبقت في الإسبريسو عند  الحانات الإيطالية الأمريكية وتستخدم في الأصل في مجتمعات المهاجرين في القرن التاسع عشر «الموجة الأولى» لمستوردين القهوة.
تشمل المعالم الأخرى في عام 1974م تأسيس قهوة جيدوج هويل بالإتفاق مع كامبردج وماساتشوستس تأثرا ب (بيتز). صنعت القهوة المختصة في عام 1982م من قبل الجمعية الأمريكية وحركة داليس بروس في عام 1980م. ثم اتجهت القهوة في نيويورك للتحميص الخاص.

## استخدامات المصطلح
في مقالة صدرت في نوفمبر 2002 عن «ذا فلمركيبر» وهي نشرة إخبارية عن نقابة المحمصين وهي نقابة تجارية تابعة لإتحاد القهوة المختصة في أمريكا كتب «تريش روثقب» (سيكي سابقا) ل (وريتشينق بول كوفي رواستر) لأول مرة عن «الموجة الثالثة للقهوة». عرف «نيكولاس تشو» من (مورك كوفي) عن الموجة الثالثة للقهوة في مقال على شبكة الإنترنت وأشار إليها في كثير من الأحيان، وأيضا في وقت سابق أجريت معه  مقابلة في مارس 2005 على برنامج«أول ثينك كونسيدر» على الإذاعة العامة الوطنية. في الآونة الأخيرة، تم تأريخ الموجة الثالثة من القهوة من خلال دور نشر مثل صحيفة نيويورك تايمز ولا ويكلي ولوس أنجلوس ولا أوبنيون والجارديان.
في مارس 2008، عرف الناقد جوناثان غولد من موسسة (لاويكلي) والحاصل على جائزة نوبل للطعام الموجة الثالثة للقهوة: «ربما كانت الموجة الأولى من ثقافة القهوة الأمريكية هي طفرة القرن التاسع عشر الذي وضعه فولجرز على كل طاولة. والثانية هي الانتشار بدءا من الستينات في بييت وتحركها بذكاء من خلال قهوة ستاربكس غراند دياف لاتيه ومشروب الاسبريسو وريجليد لابيد كوفي. نحن الآن في الموجة الثالثة من تذوق القهوة حيث يتم الحصول على الحبوب من المزارع بدلا من البلدان يكون التحميص  منصب على إبراز الخصائص الفريدة لكل حبة والنكهة النظيفة القوية والنقية بدلا من حرق».
اعتمد المصطلح السابق «القهوة المختصة» في عام 1974 والذي يشير بشكل ضيق إلى الحبة عالية الجودة التي تسجل 80 نقطة وأكثر على مقياس 100 نقطة.

## الوضع الحالي
هناك العديد من محامص الموجة الثالثة في الولايات المتحدة وبعض المقاهي المستقلة أو السلاسل الصغيرة التي تحمص القهوة الخاصة بهم، والقليل من الشركات الكبيرة الشهيرة بالتحميص أكثر من التشغيل. أكبر ثلاث شركات مختصة بالقهوة في الموجة الثالثة هي: انتيلجيس للقهوة والشاي في شيكاغو، وستيب تاون كوفي ريسورتر في بورتلاند، واوقون وكونتر كلتشر كوفي في دورهام، وكارولاينا الشمالية وكلها تشارك في مصادر تجارية مباشرة. لدى الانجليستية سبع حانات أربعة منها في شيكاغو وثلاثة في لوس أنجلوس مع مختبر واحد في نيويورك. أما ستيب تاون يوجد فيها 11 بارا خمسة في بورتلاند واثنان في سياتل واثنان في نيويورك وواحد في لوس أنجلوس وواحد في نيوأورلينز. تضم شركة كونتر كلتشر ثمانية مراكز تدريب إقليمية -لا تعمل كمتاجر للبيع بالتجزئة- واحدة في كلا من: شيكاغو وأتلانتا وأشفيل ودورهام وواشنطن العاصمة وفيلادلفيا ونيويورك وبوسطن. بالمقابل تمتلك شركة ستاربكس أكثر من 23000مقهى حول العالم اعتبارا من 2015.
حصلت كل من«الانجليستية للقهوة والشاي» و «ستيب تاون كوفي ريسورتر» من قبل شركة«بيتس» للقهوة والشاي (وهي جزء من شركة جي أي بي القابضة) في عام 2015. في ذلك الوقت، تعتبر «كانت فليز كوفي» (مقرها سان فرانسيسكو) وبلو بوتل كوفي (مقرها أوكلاند كاليفورنيا) أيضا لاعبين رئيسيين في قهوة الموجة الثالثة. في عام 2014، استثمرت ستاربكس حوالي 20 مليون دولار في محمصة القهوة ومختبر التذوق في سياتل مستهدفة سوق الموجة الثالثة. تستخدم مقاهي ستاربكس القياسية آلات إسبريسو أوتوماتيكية لغرض الكفاءة والسلامة على نقيض منافسي الموجة الثالثة.

## قراءة المزيد
- Ozersky, Josh (2010-03-09). "Is Stumptown the New Starbucks — or Better?." Time. ISSN 0040-781X. Retrieved 2010-04-07.
- Morris, Jonathan (2007), The Cappuccino Conquests. The Transnational History of Italian Coffee, website, summary Retrieved from "https://en.wikipedia.org/w/index.php?title=Third_wave_of_cofef e&oldid=825995796